# Michel Jazy
Michel Jazy, född 13 juni 1936 i Oignies i Pas-de-Calais, död 1 februari 2024, var en fransk friidrottare inom löpning.
Jazy blev olympisk silvermedaljör på 1 500 meter vid sommarspelen 1960 i Rom.